# Tsurugi
Lo Tsurugi, anche Ken, (剣 in Lingua giapponese) è il vocabolo giapponese che identifica la spada a lama diritta, affilata su ambo i lati, derivata dal modello del jian cinese. Nella cultura giapponese, il nome Tsurugi viene spesso associato a figure leggendarie di eroi cinesi noti per l'uso di armi dalla lama eccezionalmente lunga o pesante. In Occidente, il vocabolo ken è passato ad indicare le forme di spada in uso ai monaci-guerrieri buddisti (Sōhei), contrapposte alla katana ricurva dei samurai.

## Storia
I primi rudimenti della siderurgia, costituenti il segreto della lavorazione di spade in ferro, passò dalla Cina al Giappone tra il I ed il III secolo (fine della Dinastia Han), ed almeno sino al VI secolo spade e fabbri sinici continuarono ad essere importati nel Sol Levante.

## Kusanagi-no-Tsurugi
Il nome corrente (diversi appellativi sono stati utilizzati in passato) per uno dei tre oggetti (spada, specchio e gioiello) che compongono i tre sacri tesori di Shinto è "Kusanagi-no-Tsurugi."